# Боевое братство
«Боево́е бра́тство» — общероссийская некоммерческая организация ветеранов локальных войн и военных конфликтов.

## Общие сведения
Всероссийская общественная организация ветеранов «Боевое братство» является правопреемником Всероссийского общественного движения ветеранов локальных войн и военных конфликтов «Боевое братство» и Союза общественных объединений «Боевое братство».
Основные заявленные цели организации — обеспечение защиты прав и законных интересов ветеранов и инвалидов войн и локальных конфликтов, их семей, вдов и сирот.

### Структура
Региональные отделения организации «Боевое Братство» созданы в 85 субъектах РФ и в городе Байконур (Казахстан). В состав региональных отделений входят 951 местное и 623 первичных отделений. В организацию на правах коллективных членов входят 27 общественных объединений.

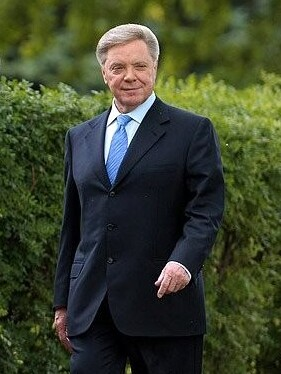
Председатель Всероссийской организации «Боевое Братство» Б. В. Громов. Июнь 2010 г.

Коммерческим подразделением «Боевого братства» являтется компания Саблина и Дмитрия Аксёнова «Регион-Р», предоставляющая охранные услуги.
Организацию деятельности «Боевого братства» осуществляет Председатель и Центральный совет. С момента основания организации её возглавляет Герой Советского Союза, генерал-полковник Борис Громов.
Заместители председателя ВООВ «Боевое братство»:
- Иван Агеенко.
- Валерий Востротин (Герой Советского Союза).
- Евгений Зубарев.
- Юрий Карцев.
- Виктор Кауров.
- Сергей Коновалов.
- Сергей Перников.
- Дмитрий Саблин (Первый заместитель)[3].
- Геннадий Шорохов.
- Николай Шуба.

### Известные члены организации
Весной 2015 года в общественное пространство попала информация о переписке, которую представители «Боевого братства» могли вести с бывшим заместителем главы Управления внутренней политики администрации президента. В частности, было обнародовано «Представление к поощрению», в котором фигурировали имена Константина Малофеева и Игоря Гиркина, представленных как члены «Боевого братства».
- Агеенко Иван Николаевич — генерал-лейтенант, начальник Пограничных управлений ФСБ России по Кабардино-Балкарии и Республике Дагестан.
- Акрамов Наби Махмаджанович — Герой Советского Союза, участник Афганской войны, полковник запаса.
- Аушев Руслан Султанович — Герой Советского Союза, первый президент Республики Ингушетия.
- Воробьёв Вячеслав Михайлович — Герой России, сотрудник управления внутренних дел по Белгородской области.
- Востротин Валерий Александрович — Герой Советского Союза, советский и российский военачальник, генерал — полковник.
- Громов Борис Всеволодович — Герой Советского Союза, генерал-полковник, губернатор Московской области с 2000 по 2012 год.
- Дорофеев Александр Анатольевич — генерал-майор, заместитель командующего войсками Северо-Кавказского военного округа.
- Дудкин Виктор Евгеньевич — Герой России, сотрудник Управления «В» («Вымпел») Центра специального назначения ФСБ РФ.
- Заболотский Виктор Владимирович — российский государственный и общественный деятель, член Общественной палаты Российской Федерации.
- Запорожан Игорь Владимирович — Герой Советского Союза, генерал-майор юстиции.
- Каратаев Олег Гурьевич — советский и российский учёный, председатель Православного юридического фонда имени профессора И. А. Ильина
- Ларин Анатолий Павлович — помощник Министра обороны СССР, генерал-лейтенант.
- Саблин Дмитрий Вадимович — российский политический и государственный деятель, депутат Государственной думы Российской Федерации.
- Серебров Лев Борисович — российский политический и государственный деятель, депутат Государственной думы Российской Федерации.
- Скоблов Валерий Николаевич — генерал-майор, начальник Уссурийского и Санкт-Петербургского суворовских военных училищ.
- Хабаров Леонид Васильевич — советский и российский военный, полковник.
- Янин Валерий Викторович — Герой России, офицер-десантник, гвардии подполковник.

### Финансирование
В 2014 году «Боевое братство» получило 8 миллионов рублей на организацию патриотических клубов. Средства пошли дочерней организации «Здоровая нация».
В октябре 2015 года организация получила крупный президентский грант в 17,6 миллионов рублей на создание молодёжных патриотических клубов и центр защиты прав ветеранов и членов их семей. Средства также пошли в «Здоровую нацию».
В итоге с 2014 по 2016 год на «Здоровую нацию» было потрачено грантов в общей сложности на 50 миллионов рублей.
В ноябре 2017 года ВООВ «Боевое братство» получило из Фонда президентских грантов 24 млн рублей на реализацию патриотических проектов. Наиболее крупными из них стали: молодёжный форум «Территория действия» (11 млн рублей), военно-исторический туристический маршрут «Страж. 12 веков истории» (5,5 млн рублей); турнир по армейскому рукопашному бою, посвящённый памяти Героя РФ Николая Исаева (1,2 млн рублей); молодёжный проект межрегиональной военно-спортивной игры «Юнармейский спецназ».
В 2020 году организация получила 141,6 млн рублей субсидий из бюджета.
Согласно данным издания Daily Storm, благодаря химкинским чиновникам подконтрольные «Боевому братству» организации заключали выгодные госконтракты. Упоминаются две аффилированные с «Боевым братством» личности: Евгений Питеримов (замглавы химкинской администрации и заместитель председателя «Боевого братства») и Валерий Венцаль (шесть лет был депутатом Ленинского муниципального района, с 2018 года — глава района, также заместитель председателя «Боевого братства»). Согласно сайту госзакупок, от администрации Ленинского района ЧОП «Гринадер» (в котором жена Саблина владела долей в 70%) за 2018–2019 гг. получило контракты на сумму, превышающую 9 млн рублей, а свой первый подмосковный госконтракт на 4,5 млн рублей «Гринадер» получило в тот же год, когда Валерий Венцаль возглавил район.
По данным Новой Газеты, «Регион-Р» также занимался фактическим рейдерским захватом и скупкой подмосковных земель. Издание «Форбс» выяснило, что «Боевое братство» скупало земли в Подмосковье на деньги банка «Абсолют», благодаря чему владелец банка Александр Светаков установил контроль над 30% всех сельскохозяйственных земель Московской области (свыше 600 000 га).

## История организации
Союз общественных объединений «Боевое Братство» был образован 26 декабря 1997 года на первом всероссийском съезде ветеранов локальных войн и военных конфликтов в Москве. На момент создания организация объединяла участников 35 войн и конфликтов на территориях 19 стран мира, ветеранов боевых действий Вооружённых сил, МВД России, Пограничной службы ФСБ, Службы внешней разведки, подразделений спецназа, инвалидов Афганистана и других горячих точек, медиков-интернационалистов, семьи погибших военнослужащих. Председателем Союза был избран Герой Советского Союза, генерал-полковник Борис Громов.
Второй съезд организации был проведён 22 декабря 2000 года. Делегаты одобрили новую редакцию устава и преобразование Союза общественных объединений «Боевое братство» во всероссийское общественное движение.
В 2004 году «Боевое братство» было принято в Международную федерацию ветеранов (МФВ), штаб-квартира которой находится в Париже.
В 2005 году на третьем съезде движения было принято решение о его реорганизации путём преобразования во Всероссийскую общественную организацию ветеранов «Боевое братство». Участие в проведении съезда приняли представители 75 региональных отделений и 36 общественных объединений.
Всего за 2001—2005 годы членам семей погибших, инвалидам и ветеранам оказаны различные виды помощи, в том числе и материальной, на общую сумму более 1 млрд рублей. По состоянию на 2006 год организация объединяла более 750 тыс. человек из всех регионов РФ, на его учёте находилось более 43 тыс. инвалидов и около 20 тыс. членов семей погибших. 29 января 2007 года в рамках работы итогового заседания исполнительного комитета было объявлено, что за 2006 год членами организации стало 50 тыс. человек.
Четвёртый съезд организации прошёл 28 января 2011 года, в рамках его работы была утверждена новая программа деятельности «Боевого братства» и внесены изменения в состав основных управляющих органов.
Пятый съезд был проведён в Москве 13-14 июня 2016 года в Центральном музее Великой Отечественной войны 1941—1945 годов. В рамках форума функционировало несколько дискуссионных площадок, обсуждалось совершенствование мер защиты прав ветеранов, а также актуальные вопросы реализации патриотического воспитания молодежи.
20 декабря 2017 года Президент Российской Федерации В. В. Путин поздравил «Боевое братство» с 20-летним юбилеем.

## Деятельность организации
«Боевое братство» ведёт свою деятельность в соответствии с уставными задачами, а также в рамках приоритетных проектных программ. Основные направления работы в настоящее время - социальная защиты ветеранов и инвалидов войн и локальных конфликтов, реализация патриотических, гуманитарных и правозащитных проектов. Ежегодно члены организации проводят несколько тысяч военно-спортивных и мемориальных мероприятий, в том числе направленных на осуществление патриотического воспитания молодёжи. 
Организация также оказывает материальную поддержку семьям погибших российских военных, способствует адаптации инвалидов локальных конфликтов.
22-23 декабря 2017 года в Москве прошло расширенное заседание центрального совета ВООВ «Боевое братство», приуроченное к 20-летию образования организации, на котором были подведены основные итоги работы. Согласно отчёту Б. С. Громова, численность постоянно действующего актива увеличилась до 45 тыс. человек; на отдых и реабилитацию в санатории России направлено более 3 тыс. человек; правовая помощь оказана более 4 тыс. ветеранов.

### Общественная деятельность
Благодаря инициативе ветеранов было установлено в общей сложности 663 памятных мемориала, в том числе памятник «Чёрный тюльпан» в Хабаровске, а также монумент воинам-интернационалистам на Поклонной горе в Москве.
22 июня 2003 года делегаты от 15 бывших республик СССР, в регионах которых были созданы отделения «Боевого братства», провели в Севастополе совместный форум, в рамках которого обсуждалась координация усилий по реализации программ помощи ветеранам боевых действий.
В марте 2006 года «Боевое братство», совместно с Минспорта Чувашии, администрацией города Новочебоксарска и Федерацией армейского рукопашного боя России выступило одним из организаторов проведения первенства России по рукопашному бою.
В мае была организована презентация в Алма-Ате первого в истории Казахстана опубликованного военного дневника офицера воина — интернационалиста.
В апреле 2007 года международный союз ветеранских организаций «Боевое Братство» выступил со специальным заявлением, в котором осудил демонтаж памятника Воину-освободителю в Таллине.
В августе 2008 года поисковый отряд «Боевого братства» в посёлке Малукса Ленинградской области захоронили останки 326 советских воинов, павших в боях в годы Великой Отечественной войны. В июне 2010 года были перезахоронены останки 60 советских солдат в селе Жирятино Брянской области.
В октябре члены «Боевого братства» выступили с инициативой учреждения в России новой памятной даты — Дня ветеранов боевых действий, праздновать который было предложено 15 февраля. В поддержку инициативы выступила Национальная ассоциация офицеров запаса Вооружённых сил «Мегапир», возглавляемая председателем комиссии Общественной палаты по делам ветеранов, военнослужащих и членов их семей Александром Каньшиным.
В августе 2010 года поисковые отряды «Боевого братства» организовали подъём из болота в Псковской области обломков биплана П-5 времен Великой Отечественной войны. Самолёт был обнаружен ещё в 1995 году, но на реализацию подъёма не хватало технических средств.
В марте 2014 года члены «Боевого братства» выступили с обращением к украинским ветеранам боевых действий в Афганистане в связи с событиями на Украине, в котором призвали не допустить развязывания братоубийственной войны внутри страны.
16 июня 2015 года «Боевое братство» выступило одним из инициаторов создания благотворительного фонда «Память поколений», основной целью которого является поддержка и социальная защита ветеранов Великой Отечественной войны и других войн.
По итогам 2016 года ветеранами — членами организации в регионах страны было восстановлено более 100 воинских захоронений.
В сентябре 2017 году Минобороны РФ и «Боевое братство» выступили организаторами проведения траурных мероприятий, посвящённых 17-летию со дня основания мемориала в память о военнослужащих, погибших и пропавших без вести на Северном Кавказе. Судмедэкспертами были установлены личности 135 погибших в Чечне военнослужащих из 266, захороненных на Богородском кладбище в Ногинском районе Подмосковья.

### Активизм
Бывшее молодёжно-спортивное отделение «Боевого Братства» — «Здоровая нация», созданное в 2012 году и составлявшее, со слов его лидера, «около полутора тысяч человек, членов объединения, и еще около десяти тысяч сочувствующих»; после участия спортсменов-самбистов из «Здоровой нации» в «хованской бойне» (нападении на таджиков на Хованском кладбище в 2016 году) «Боевое Братство» отмежевалось от «Здоровой нации», удалив все упоминания о нём со своего сайта. Участников «Здоровой нации» обвиняли в организации беспорядков и причинении тяжких телесных повреждений, повлекших гибель двух людей. По данным следствия, новый директор кладбища стремился увеличить сборы с таджиков за право работы на территории и, чтобы запугать их, привлёк организацию «Здоровая нация».
В 2016 году на Донбассе при поддержке Игоря Плотницкого двое бывших участников «Здоровой нации» создали молодежную организацию «Народная армия Донбасса» («НАДО»); однако позже они оба были задержаны по делу о «хованской бойне» (один в ЛНР и один в России) и помещены в СИЗО.
В 2019 году ВООВ «Боевое братство» стало учредителем Всероссийского добровольческого молодёжного общественного движения «Волонтёрская Рота Боевого Братства». Основные занятия членов организации — спам в соцсетях и посещение протестных митингов и мероприятий с целью провокации собравшихся. Также они облили краской главного редактора «Новой газеты» и нобелевского лауреата Дмитрия Муратова, а в июле 2022 года установили надгробие «институту семьи и семейных ценностей» у представительства ЕС в Москве. Постепенно «Волонтёрская Рота» перешла под руководство Председателя Молодой Гвардии Единой России Антона Демидова. С 2022 года «Волонтёрская Рота» набирала добровольцев на оккупированные территории Украины (в частности в Мариуполь) — вначале для работы с гражданскими, а позже уже и на военную службу.
Саблин является соавтором проекта российского Антимайдана, он же занимался финансированием организации.

### Гуманитарная деятельность
Гуманитарные проекты организации направлены на обеспечение сбора и доставки помощи жителям регионов, пострадавших в результате военных конфликтов. В рамках международных программ «Сирийский рубеж» и «Мир Донбассу» члены ВООВ «Боевое братство» осуществляют гуманитарную поддержку населения Сирийской Арабской Республики, Донецкой и Луганской областей.
В июне 2006 года «Боевое братство» совместно с Московским ОМОН передало помощь сотрудникам Киргизского МВД. В частности, в Бишкек было доставлено 100 комплектов спецснаряжения, в которые вошли зимняя и летняя форма, разгрузочные жилеты.
Поддержку беженцев из Украины и мирных жителей Донецка и Луганска организация ведёт с лета 2014 года. По состоянию на январь 2015 года, пострадавшим от боевых действий была передана гуманитарная помощь на сумму в общей сложности свыше 27 миллионов рублей. В том числе российские ветераны передали 3 миллиона рублей донецкому детдому «Теремок» и дому престарелых, на попечении которых находятся сироты и одинокие пенсионеры.
С января 2014 года «Боевое братство» регулярно оказывает помощь народу Сирии, а также российским военным, пребывающим на её территории. За время военного конфликта членами организации в общей сложности было доставлено 20 партий гуманитарных грузов.
- В апреле 2016 года представители «Боевого братства» доставили на авиабазу Хмеймим пасхальные куличи и посылки от родных для всех военнослужащих российской группировки в Сирии[40].
- В июне «Боевое братство» в рамках работы одного из своих военно-патриотических лагерей организовало проведение «курса будущего бойца» для сыновей погибших сирийских военных[41].
- В апреле 2017 года «Боевое братство» передало 3,5 тонн гуманитарной помощи жителям Махарды, одного из самых больших христианских городов Сирии[42].
- В ноябре 2017 года первый заместитель председателя «Боевого братства» Д. В. Саблин заявил о подготовке в рамках международной программы «Сирийский рубеж» установки в Сирии монументов и мемориалов на местах гибели российских солдат[43][44].
- В январе 2019 года «Боевое Братство» провело гуманитарную акцию в городе Маалюля, в рамках которой детям были переданы одежда и медикаменты[45].
- В апреле было объявлено об успешном возвращении в Россию силами «Боевого братства» троих сирот из Северной Осетии, незаконно вывезенных в Сирию в 2014 году. Дети находились в лагере беженцев «Аль-Хол» в провинции Хасака[46][47][48].

### Патриотическое воспитание молодёжи
Организация занимается патриотическим воспитанием молодёжи в рамках профильных проектов и Ассоциации молодёжных патриотических организаций «Боевое Братство». Ассоциация имеет межрегиональный характер, ведёт деятельность без государственной регистрации и без приобретения прав юридического лица.
В январе 2007 года организация инициировала проведение в Москве Первого слёта русскоязычной молодёжи стран СНГ и Прибалтики.
В июле 2015 года в Крыму силами ветеранов локальных войн и боевых действий был открыт молодёжно-патриотический лагерь «Донузлав», в рамках которого был организован отдых детей из Сирии, Донецкой и Луганской областей.
С 2015 года на базе Ковровского учебного центра (Западный военный округ) во Владимирской области ежегодно действует федеральный военно-патриотический лагерь «Боевое братство». В 2015 году лагерь посетило 200 подростков в возрасте 14-16 лет из разных регионов России. В 2016 году в лагере отдыхали подростки из регионов Центрального и Приволжского федерального округов, муниципальных районов Владимирской области, а также дети погибших сотрудников силовых структур из Сирии, Донецка и Луганска.

### Международная деятельность
В рамках своего международного сотрудничества организация сотрудничает с ветеранскими объединениями — Международного союза общественных объединений ветеранов «Боевое братство»[прояснить].
В декабре 2006 года «Боевое братство» стало членом Всемирной федерации ветеранов — крупнейшей международной ассоциации 170 ветеранских организаций из 89 стран мира. Представители организации участвуют в работе Генеральной ассамблеи Всемирной федерации ветеранов.

### Наградная деятельность
ВООВ «Боевое братство» осуществляет наградную деятельность, в первую очередь, награждение медалью «За ратную доблесть» (количество награждённых в России превышает три тысячи человек).
Помимо медали «За ратную доблесть» были утверждены: Знак Почёта, медаль «За заслуги перед ветеранской организацией «Боевое братство», знак Почётного члена организации, памятный знак «Семье погибшего защитника Отечества».